# Nembrotha
Genre
Nembrotha est un genre de limace de mer qui fait partie des Nudibranches et est classé suivant les auteurs dans la famille des Gymnodorididae ou dans celle des Polyceridae.

## Liste d'espèces
Selon World Register of Marine Species (17 juin 2014) :
- Nembrotha aurea Pola, Cervera & Gosliner, 2008
- Nembrotha caerulea Eliot, 1904 (nomen dubium)
- Nembrotha chamberlaini Gosliner & Behrens, 1997
- Nembrotha cristata Bergh, 1877
- Nembrotha kubaryana Bergh, 1877
- Nembrotha lineolata Bergh, 1905
- Nembrotha livingstonei Allan, 1933
- Nembrotha megalocera Yonow, 1990
- Nembrotha milleri Gosliner & Behrens, 1997
- Nembrotha mullineri Gosliner & Behrens, 1997
- Nembrotha purpureolineata O'Donoghue, 1924
- Nembrotha rosannulata Pola, Cervera & Gosliner, 2008
- Nembrotha yonowae Goethel & Debelius, 1992

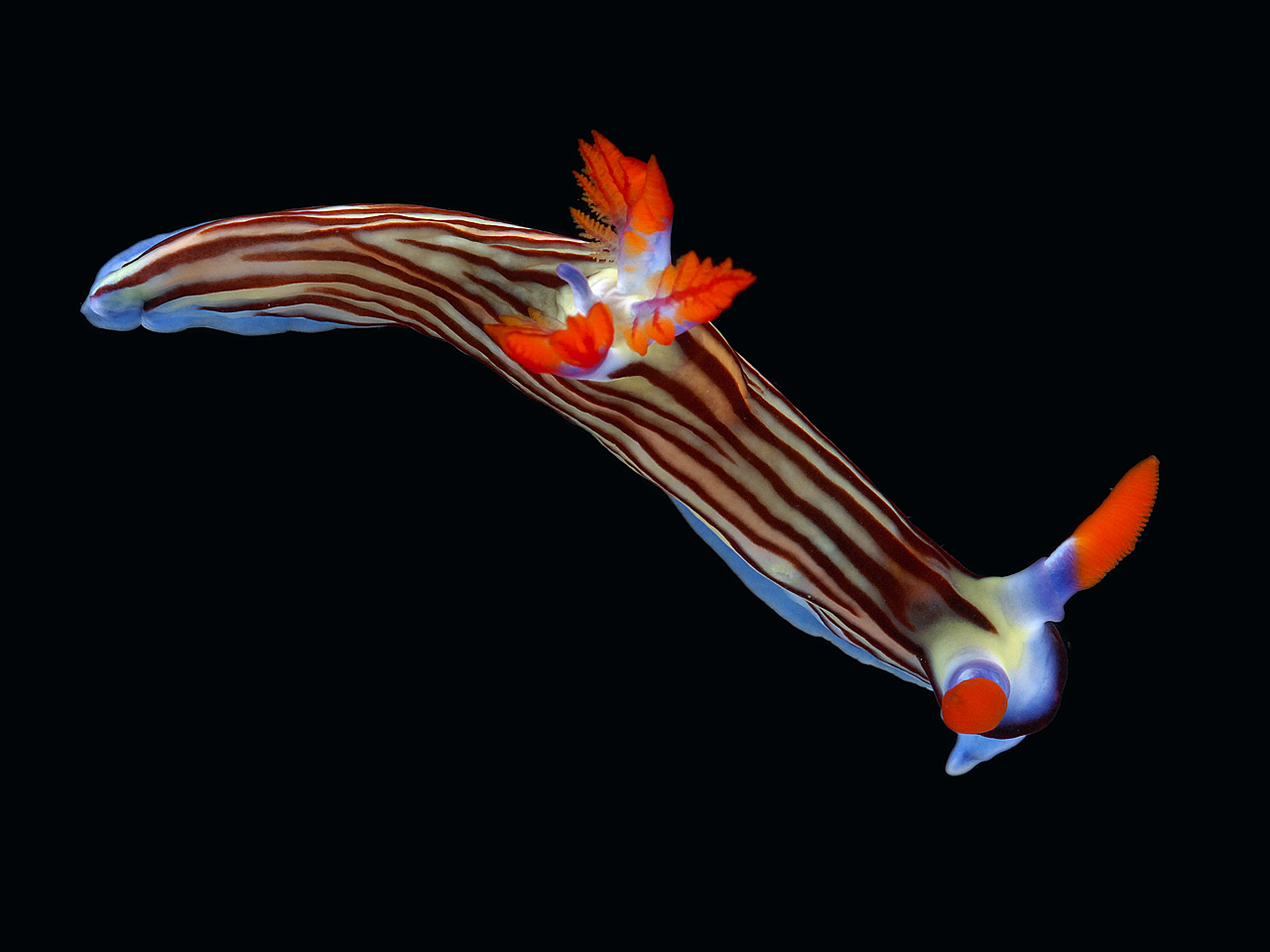
Nembrotha aurea
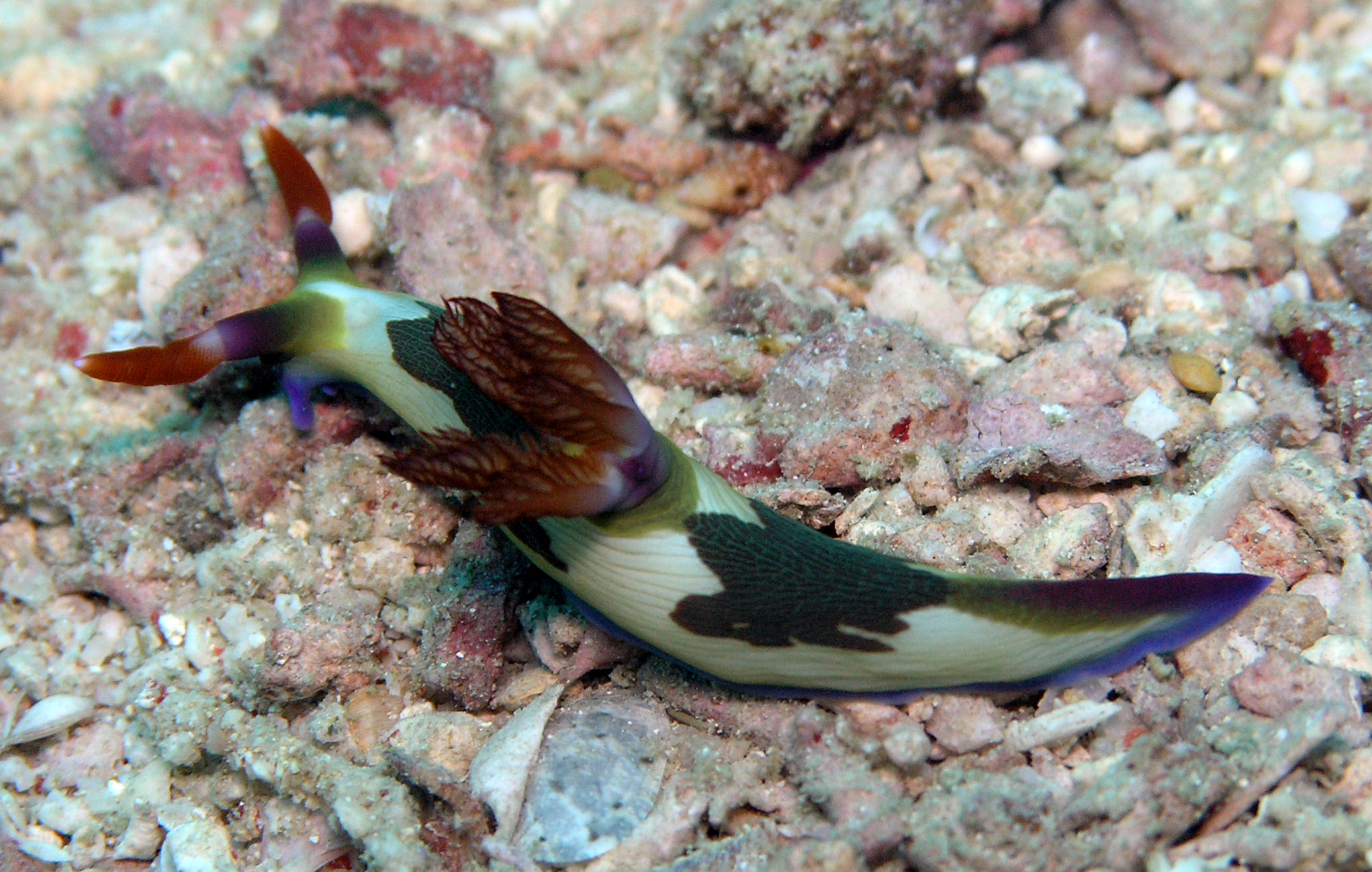
Nembrotha chamberlaini
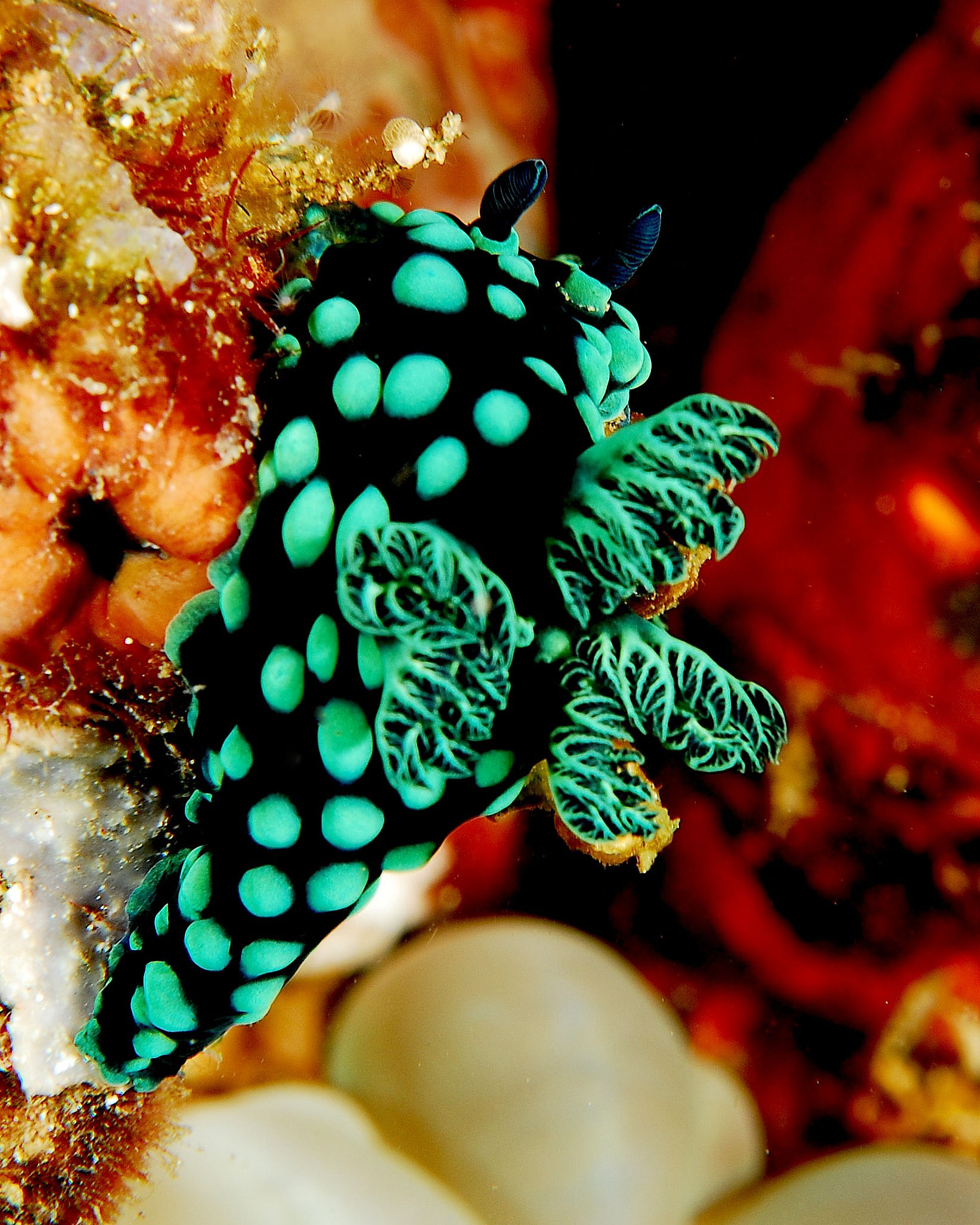
Nembrotha cristata
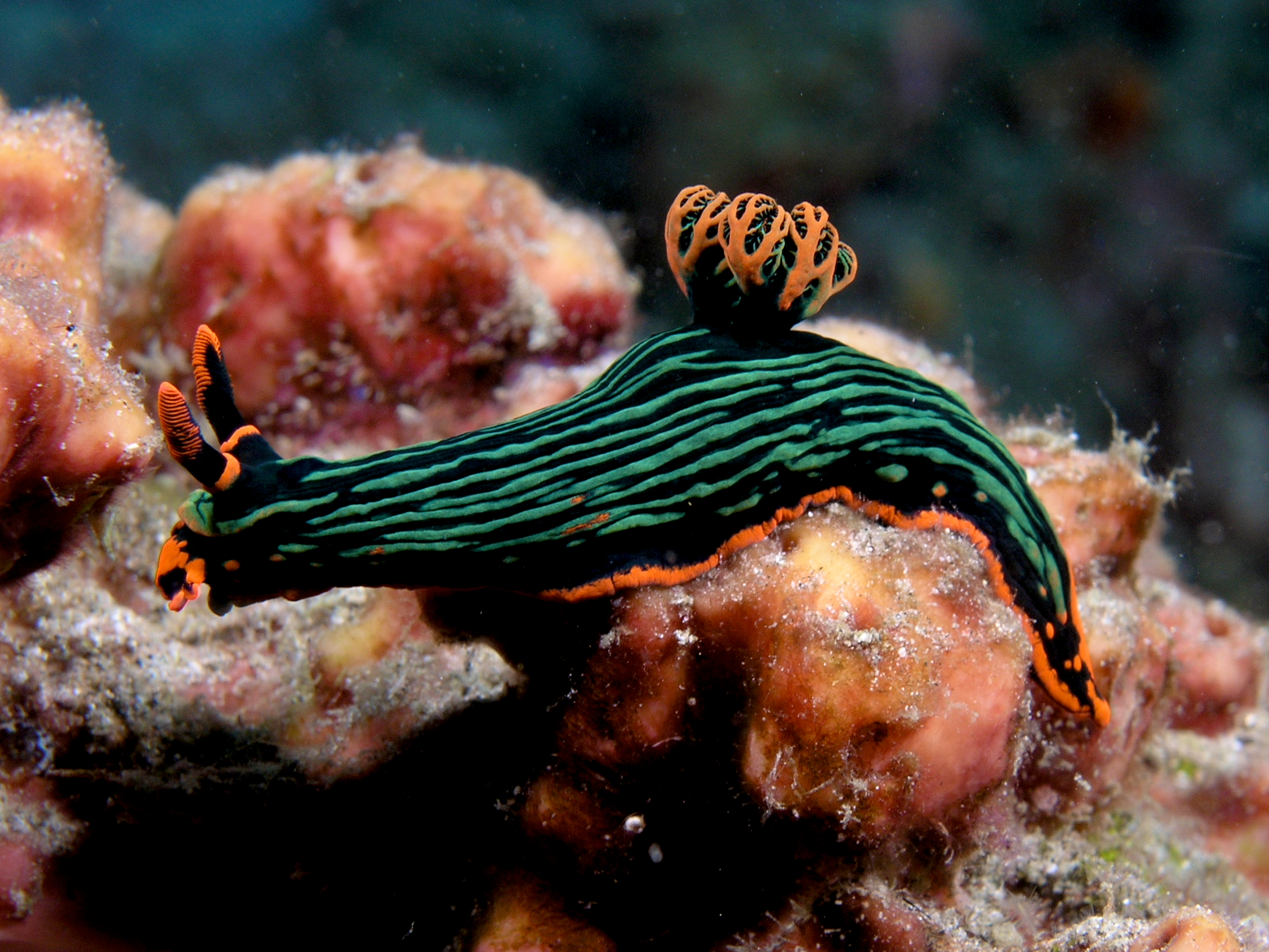
Nembrotha kubaryana
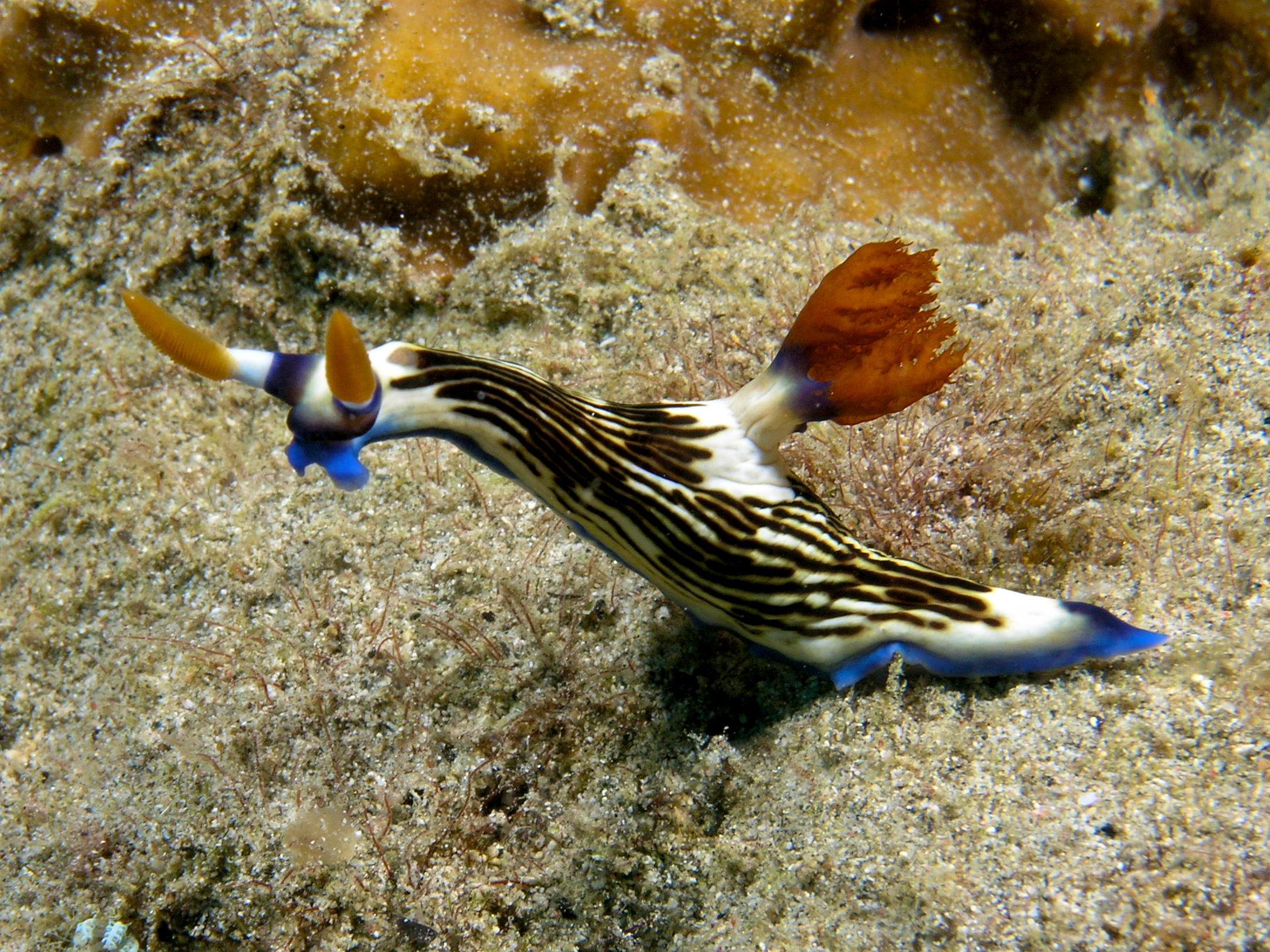
Nembrotha lineolata
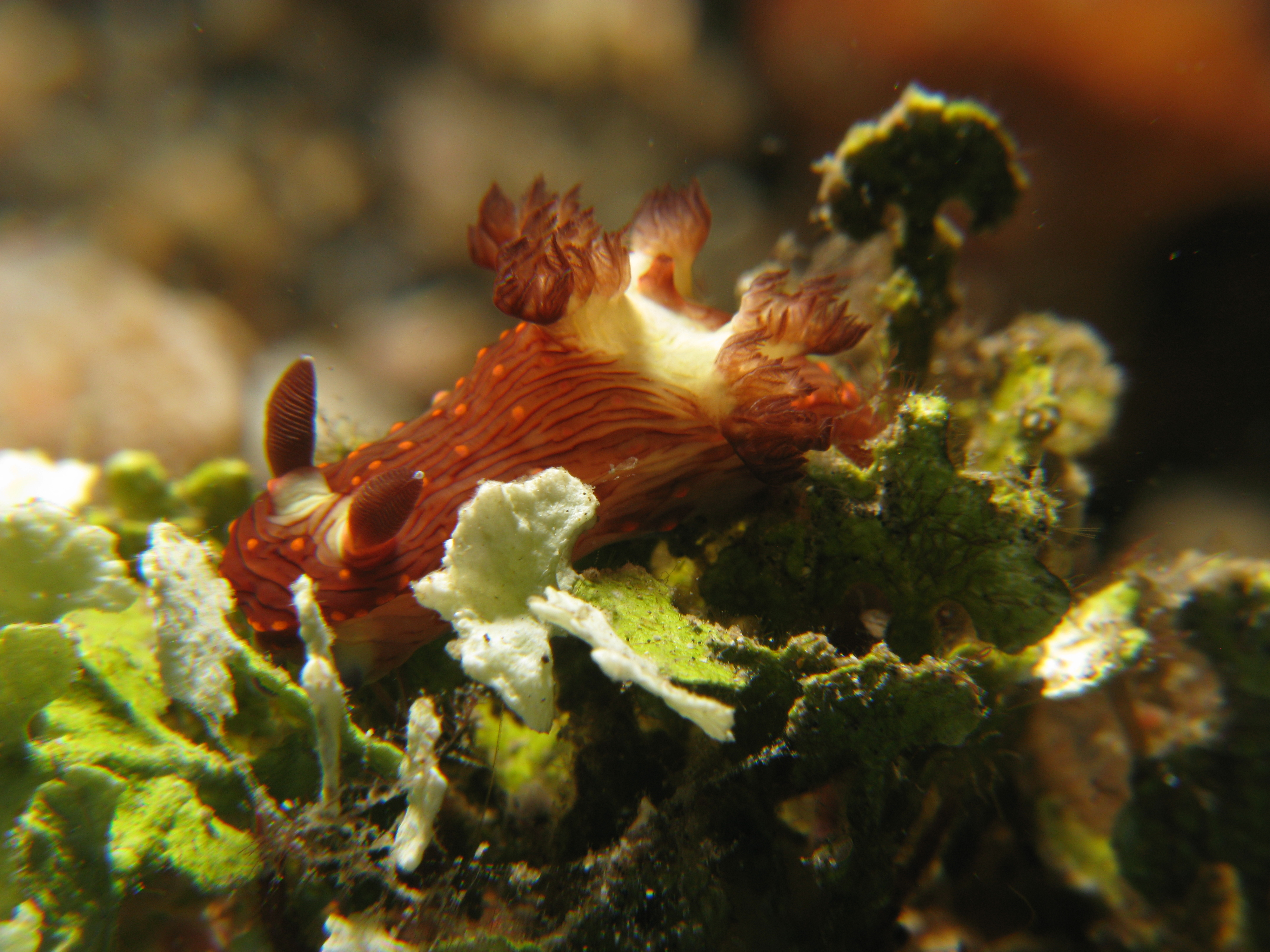
Nembrotha livingstonei
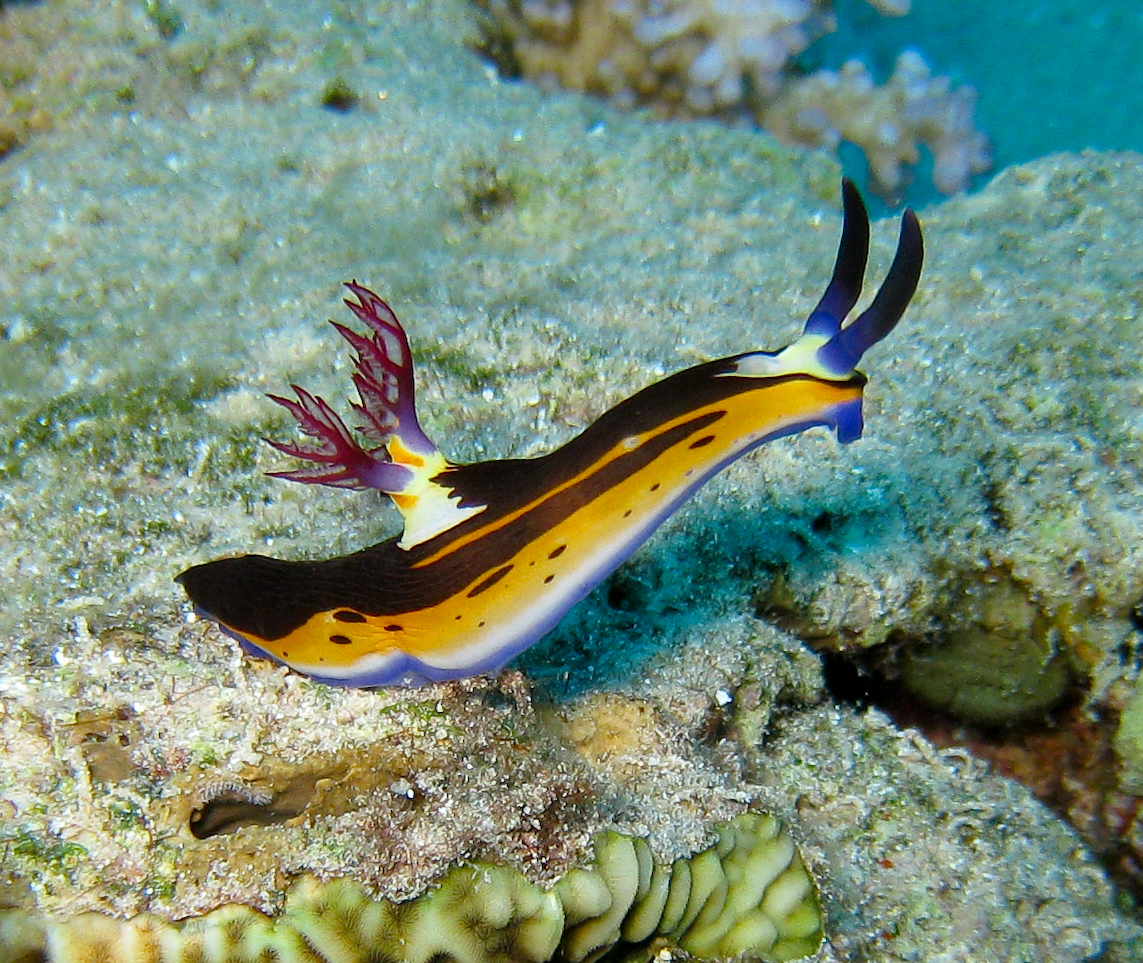
Nembrotha megalocera
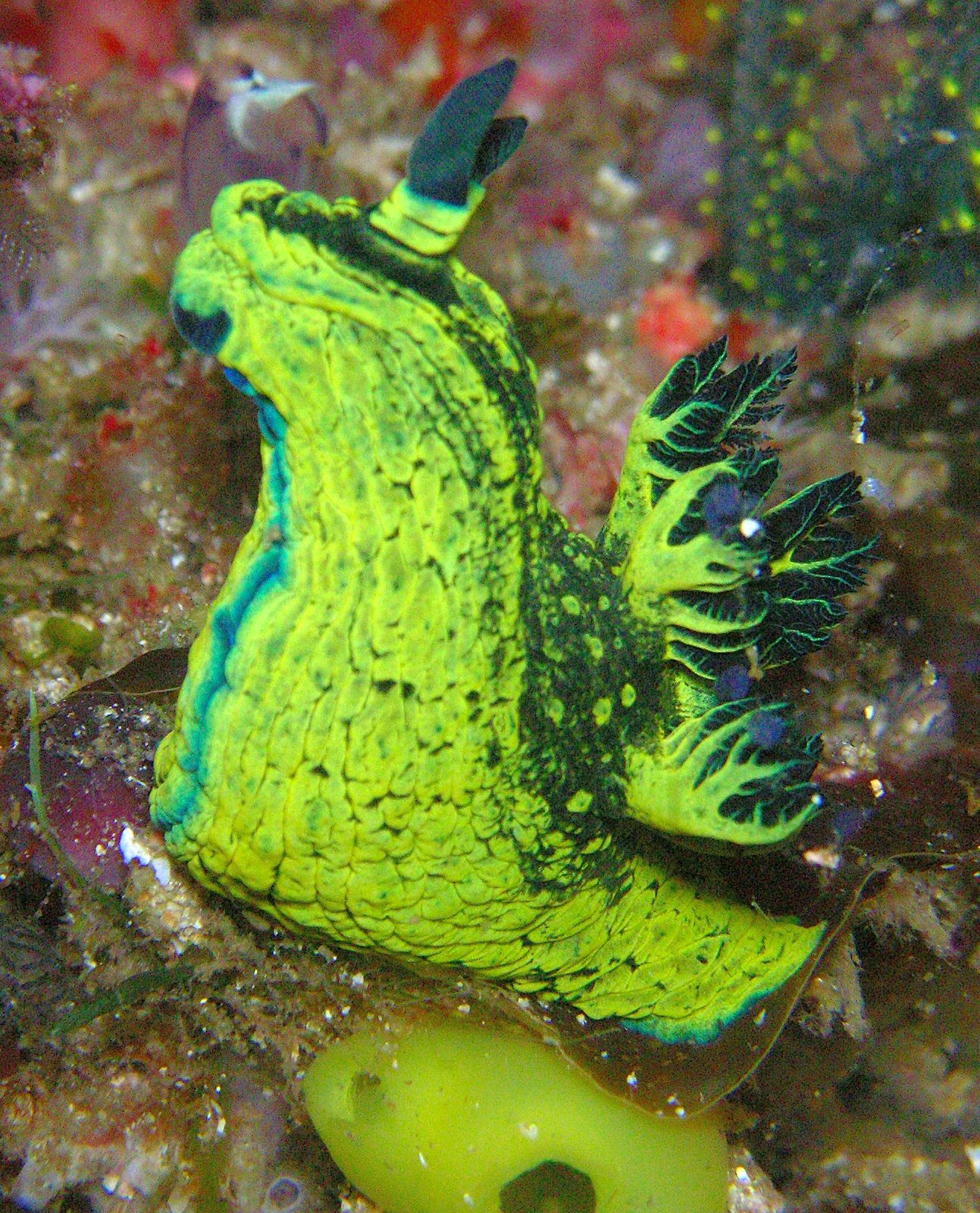
Nembrotha milleri
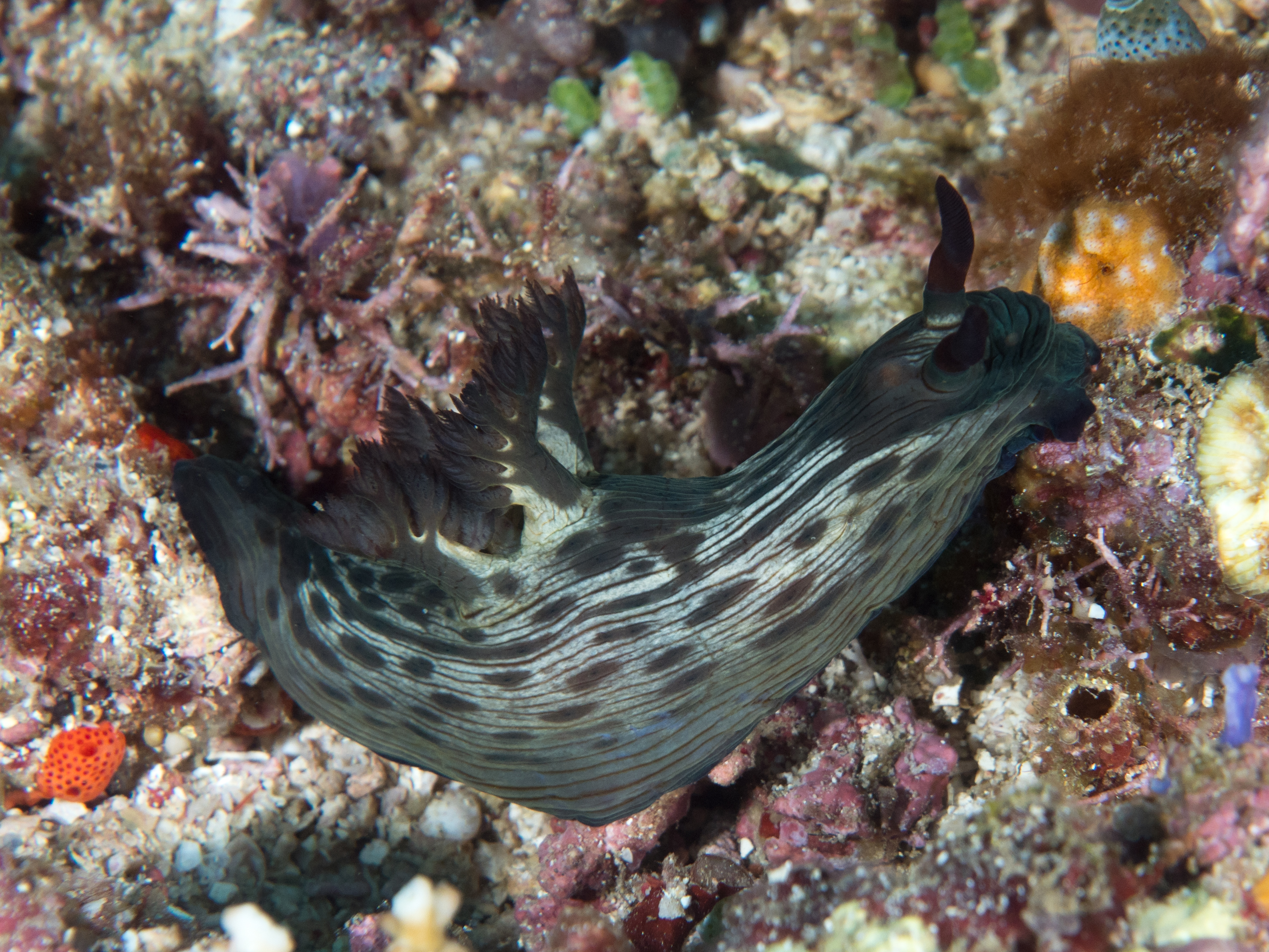
Nembrotha mullineri
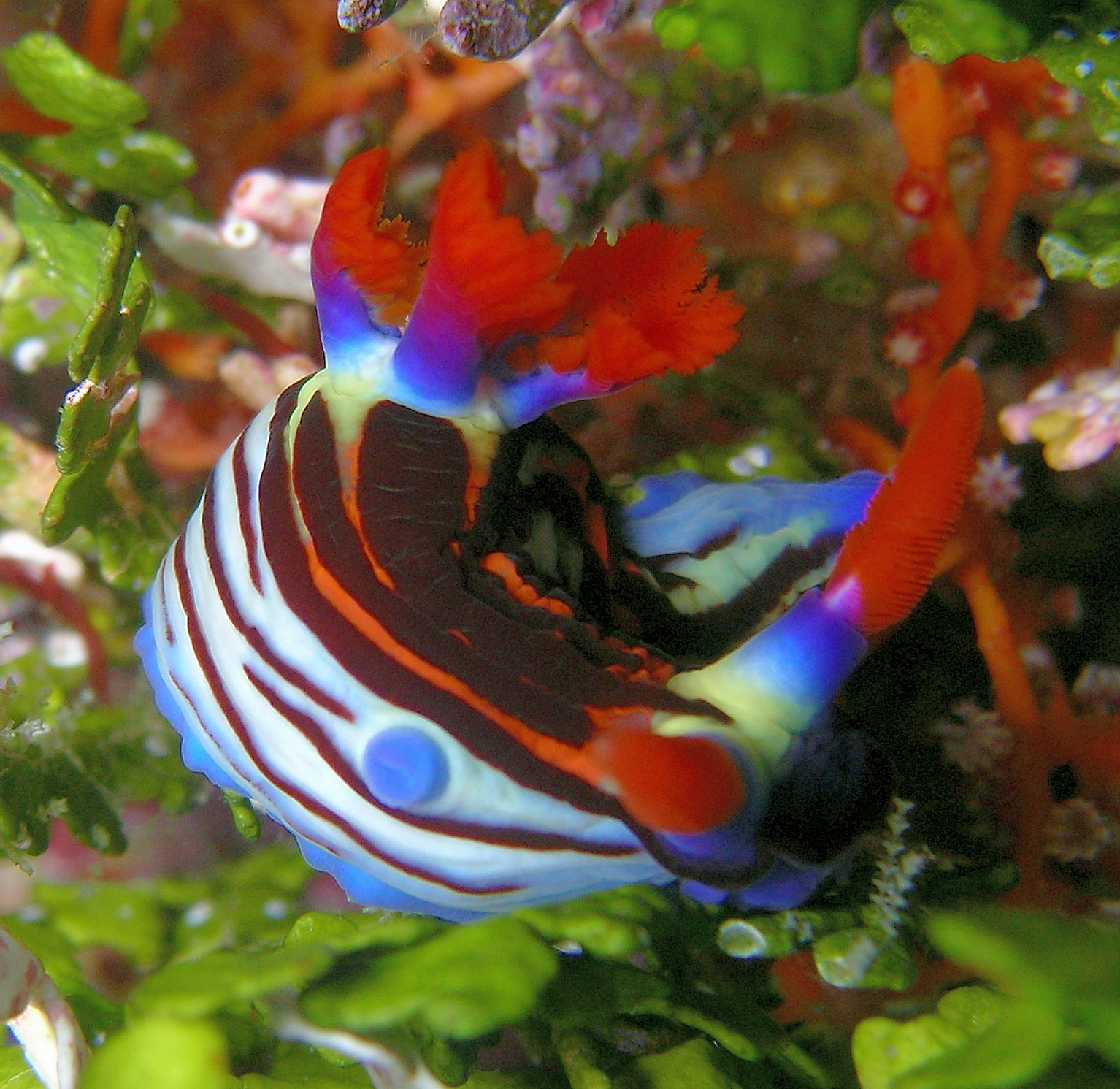
Nembrotha purpureolineata
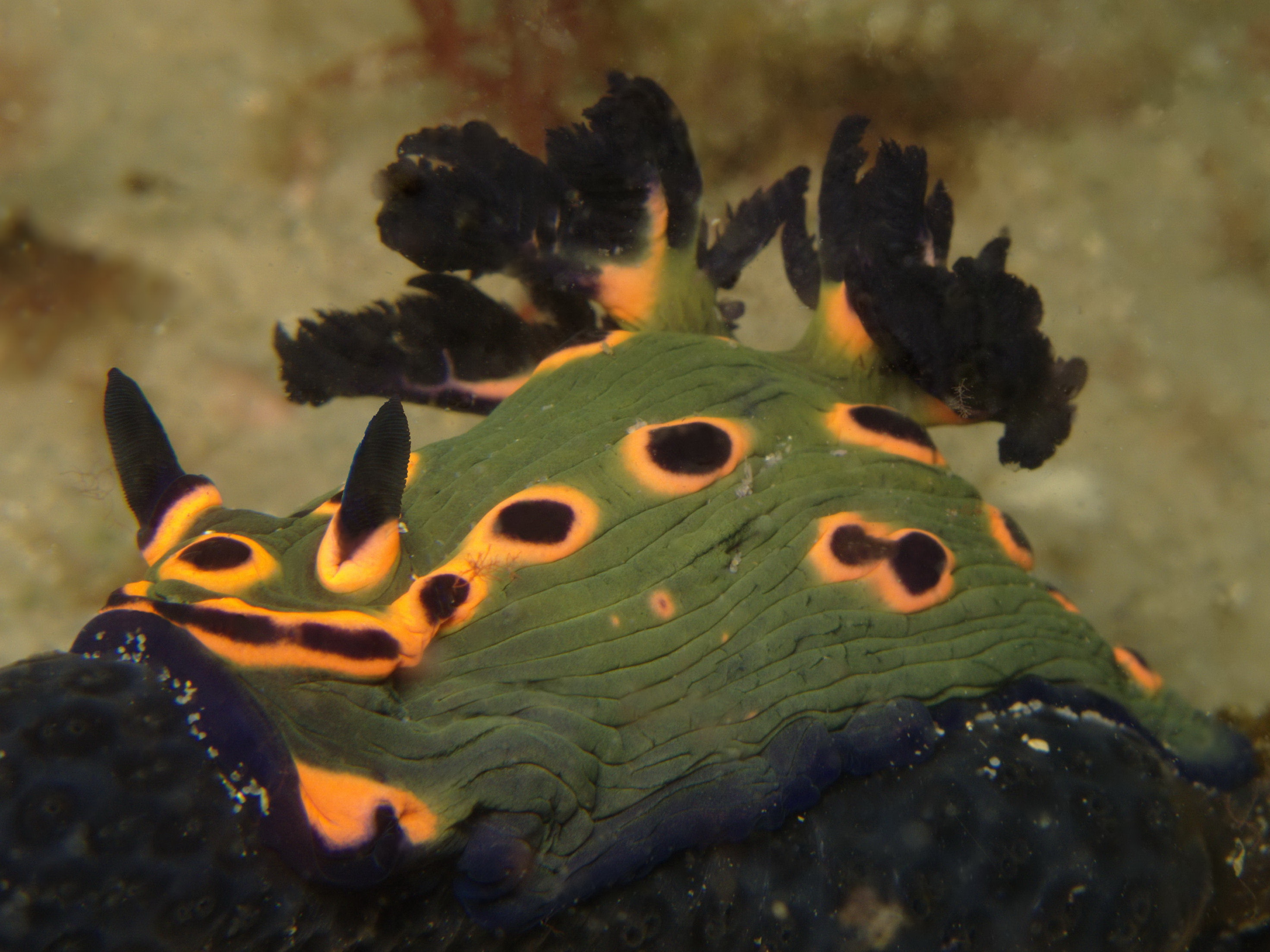
Nembrotha rosannulata
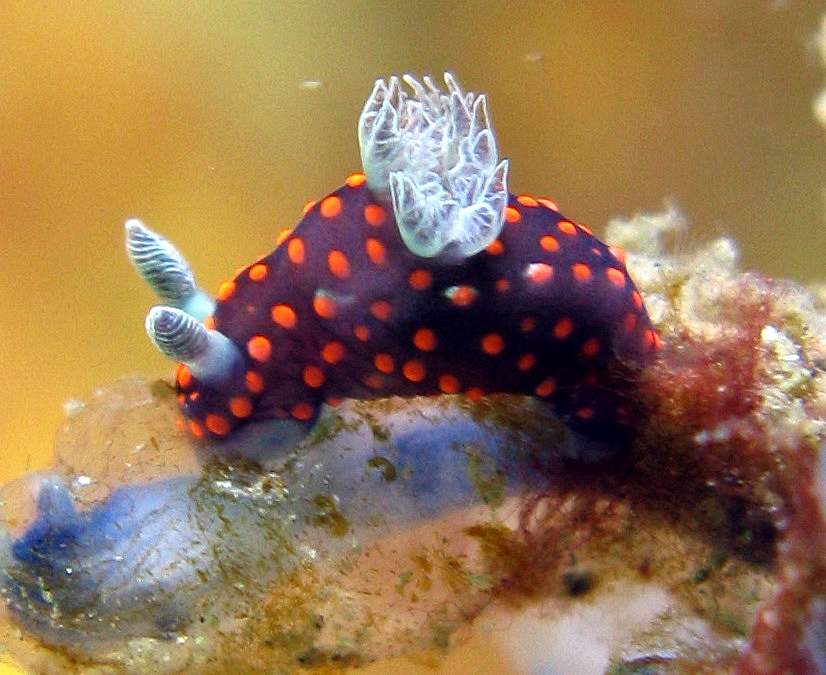
Nembrotha yonowae
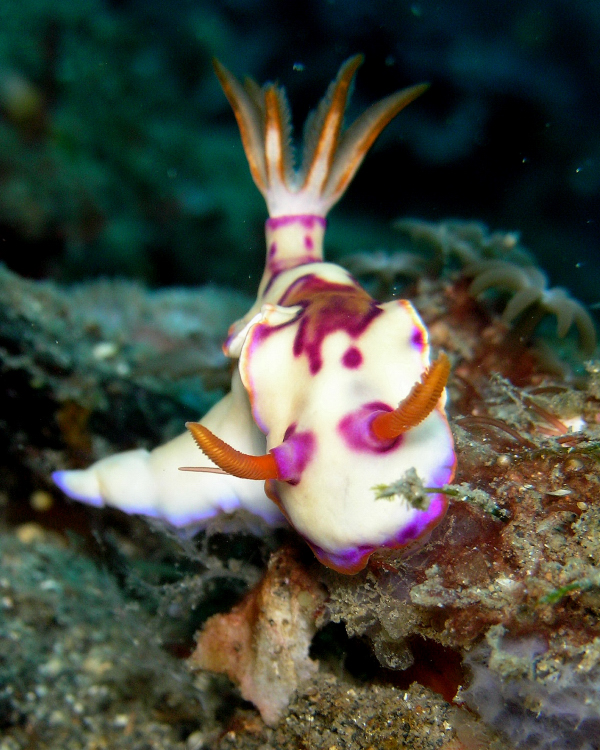
Nembrotha sp 5 (espèce encore non décrite)